# Sielsowiet Dubno
Sielsowiet Dubno (biał. Дубненскі сельсавет, ros. Дубненский сельсовет) – sielsowiet na Białorusi, w obwodzie grodzieńskim, w rejonie mostowskim, z siedzibą w Dubnie.
Według spisu z 2009 sielsowiety Dubno i Charczyca zamieszkiwało 2623 osób, w tym 2199 Białorusinów (83,84%), 258 Polaków (9,84%), 121 Rosjan (4,61%), 28 Ukraińców (1,07%) i 17 osób innych narodowości. Do 2019 liczba ludności zmniejszyła się do 2283 osób.

## Historia
W II Rzeczypospolitej miejscowości obecnego sielsowietu Dubno należały do gmin Dubno i Skidel.
28 sierpnia 2013 do sielsowietu Dubno przyłączono w całości likwidowany sielsowiet Charczyca oraz wieś Pładowaja z sielsowietu Łunna.

## Miejscowości
- agromiasteczka:
  - Charczyca
  - Dubno
- wsie:
  - Czerlona
  - Czerlonka
  - Karolin
  - Kniażewodce
  - Kowszowo
  - Kozakowce
  - Ławno
  - Mazanowo
  - Mikłaszowce
  - Niemen (hist. folwark Ławno)
  - Ogrodniki
  - Pładowaja (hist. majątek Czerlona)
  - Rowki
  - Rusinowce
  - Saroczyce
  - Sawinka
  - Suchynicze
  - Zapole